# 毗奈耶
毗奈耶（梵語：Vinaya），也譯為鼻那夜、毘那耶、毗尼、毗尼耶（「毘」爲「毗」的异体字）、鞞尼迦，意譯為律，佛教術語，即是佛教戒律之意，為學處與軌則的制立。
記錄、收集僧團戒律的經典，也稱為毗奈耶。毗奈耶的總集，或稱為「毗奈耶藏」，即是律藏，三藏之一。在漢傳佛教中，特指以研讀毗奈耶經典為主的宗派，稱為律宗。

它主要是佛教僧團共同生活的規定，具有強制力，相當於僧團中的法律。不能遵守這些規定的出家人，將依情節處罰，處罰的範圍可能是從要求懺悔到強制破門，逐出僧團。

## 釋義
毗奈耶（梵語：Vinaya）原意是「應該遠離的行為」、「能夠離開惡道的行為」。在梵文中，是由遠離（vi）與導向（na）所組成的名詞，有遠離、滅惡、教導、訓誡等意思，玄奘譯為「調伏」。它是僧團中，出家眾所應該遵守的一切規範總稱。

## 制定
波羅提木叉是毗奈耶的核心部份。在波羅提木叉中，記載了各種學處，這些學處，主要由釋迦文佛所制定。但是在毗奈耶中，除了波羅提木叉之外，還包括了僧侶的各種威儀、生活作息的規定。這些規定不一定是來自於釋迦佛，有許多是由過往的上座長老，基於善意而留下的規定。

## 內容
波羅提木叉包括比丘227戒和比丘尼311戒，並提出具體懲罰。戒條主要防止僧伽內的邪惡行為，其次是鼓勵善行。波羅提木叉包括八部份：
1. 波羅夷法，與下列罪行有關：1.性交或人獸交；2.盜竊；3.殺生；4.妄自稱有非凡品質或能力。以上罪行不可饒恕，一犯就不能再做比丘。
2. 僧殘法，涉及罪行有：性慾、觸摸或挑逗婦女、貪婪、誣告、爭辯、責備他人、生活放蕩、妨礙僧伽統一。違反僧殘法，犯戒者有機會獲僧伽寬恕；如坦白承認，放逐時間就與其隱瞞的時間相等；若然被逐，得到至少20位比丘投票，則可再被接納。
3. 不定法，俗家婦女斷言一名比丘犯色戒，但無充分証據，比丘也可能受罰。
4. 舍墮法，禁止擁有僧衣、乞鉢等基本需要外的其他財物和金錢，也禁止買賣交易。犯戒者須把財物交給僧伽，並向4個以上的比丘坦白認罪。物品可能可以讓原來物主使用，但金錢則不能歸還。
5. 波逸提法，禁止舉止輕率、說謊欺騙、言辭粗俗、飲酒、與婦女混在一起等等。犯戒者應向4個以上的比丘坦白認罪。
6. 波羅提提舍尼法，禁止比丘接受比丘尼食物，也禁止為免危險而向俗人求助把布施帶回寺院。犯戒者應向1個比丘坦白認罪。
7. 眾學法，有關衣著、進食、接待俗人、進入市鎮等戒條。犯戒者應向年長比丘坦白認罪，也可以私下悔過。這部份戒條沒有具體懲罰。
8. 滅諍法，平息僧伽內部的爭論。

以上除了第一部份的罪行外，其餘都可饒恕。

## 禁忌
漢傳佛教有些門派主張，只有出家眾可以閱讀毗奈耶。意指俗家弟子閱讀後可能會以戒條來檢驗出家眾行為是否破戒，可能出言批評，就有可能犯菩薩戒中「不說四眾過」之條文。不過從釋迦文佛在世開始兩千多年來上座佛教的俗家弟子一直都可以研讀毗奈耶的內容，佛教也沒有禁止俗家弟子研讀毗奈耶的條文。